# TSV 1846 Butzbach
Der TSV 1846 Butzbach ist ein 1846 gegründeter Sportverein aus der hessischen Stadt Butzbach. Er hat laut eigenen Angaben etwa 2000 Mitglieder in den Abteilungen Basketball, Handball, Tischtennis, Turnen und Volleyball.

## Handball
Überregional bekannt ist der TSV durch seine Handballabteilung, deren Männermannschaft am Ende der Saison 1972/73 als Tabellenerster der Regionalliga Südwest und nach mit 15:13 gewonnenem Entscheidungsspiel gegen den punktgleichen SC Borussia 04 Fulda in die Handball-Bundesliga aufstieg. Nachdem der TSV in der ersten Saison den siebten Platz der Südstaffel erreichte, folgte am Ende der Saison 1974/75 als Tabellenletzter der Abstieg in die Regionalliga.
Von 1921 bis 1996 bestand eine Leichtathletikabteilung.